# Biwi Ho To Aisi
Biwi Ho To Aisi (Hindi: बीवी हो तो ऐसी, bīvī ho to aisī; wörtl.: Vorzeige-Ehefrau oder So sollte eine Ehefrau sein) ist ein Hindi-Film von J. K. Bihari aus dem Jahr 1988.

## Handlung
Die Bhandaris sind eine wohlhabende Familie der Oberschicht. Der Haushalt wird von Kamla (Bindu), der Matriarchin der Bhandari-Familie, hartnäckig beherrscht. Sie kümmert sich um das Familiengeschäft, während ihr zu Hause gebliebener Ehemann Kailash (Kader Khan) ein gharjamai ist. Kamla möchte, dass ihr ältester Sohn Suraj (Farooq Shaikh) ein Mädchen heiratet, dessen sozialer Status dem ihren entspricht.
Doch entgegen ihrem Wunsch folgt Suraj seinem Herzen und heiratet die nicht ganz so reiche, aber talentierte Dorfschönheit Shalu (Rekha), was Kamla zutiefst verärgert. Zusammen mit ihrer komischen, aber intriganten Sekretärin (Asrani) schwört Kamla, sie mit ihrer gewitzten und gerissenen Taktik aus dem Haus zu werfen.
In der Zwischenzeit versucht Shalu eine pflichtbewusste Schwiegertochter zu sein, indem sie versucht, das Herz von Kamla zu gewinnen. Sie hat die volle Unterstützung und das Verständnis ihres Schwiegervaters Kailash, der sie wie eine Tochter behandelt, und ihres jungen Schwagers Vikram alias Vicky (Salman Khan), der die Grausamkeiten, die seiner Schwägerin angetan werden, manchmal nicht ertragen kann und lautstark gegen seine tyrannische Mutter protestiert.
Nach endlosen Versuchen der Demütigung und persönlichen Angriffen schlägt Shalu auf ihre Art zurück und ihre wahre Identität wird zum Höhepunkt hin enthüllt. Sie schockiert alle mit ihrer Diktion und ihrer wortgewandten Rede, die in scharfem Kontrast zu ihrer kruden Dorfschönheit-Identität steht.
Ihr Vater Ashok Mehra (ein Familienfreund der Bhandaris) enthüllt ihre wahre Identität. Kamla erfährt, dass Shalu die in Oxford ausgebildete Tochter von Mehra ist, die sich im Einverständnis mit ihrem Schwiegervater Kailash den Weg in die Familie erkämpft hatte, um ihr eine Lektion in Demut und Menschlichkeit zu erteilen. Kailash wird zum ersten Mal lautstark gegen Kamla.
Kamla erkennt ihren Fehler und bereut ihr Verhalten gegenüber der Familie, als sie alle beschließen, sie und das Haus zu verlassen. Kamla entschuldigt sich aufrichtig bei allen und das Glück hält endlich Einzug in den Bhandari-Haushalt.